# Ponte di Marco Polo
Il Ponte di Marco Polo, o Ponte del Fosso Nero (盧溝橋T, 卢沟桥S, Lúgōu QiáoP), è un antico ponte sul fiume Yongding, nei pressi di Pechino. Deve il suo famoso appellativo e la sua fama alla visita, nel XIII secolo, del celebre viaggiatore Marco Polo che esaltò il ponte come un'opera architettonica senza pari.

## Storia
Già nel periodo degli Stati Combattenti, il traghetto sul fiume Yongding era un nodo di trasporto strategico sulla strada tra Yan (燕) e Ji (蓟) (antenate della città di Pechino) e la valle del Fiume Giallo.
Quando la dinastia Jin stabilì la propria capitale a Zhongdu, il traghetto non fu più all'altezza di gestire il traffico, e nel 29º anno dell'era Dading (1189) fu iniziata la costruzione di un ponte di pietra. Al suo completamento, nel 3º anno dell'era Minchang (1192), il ponte fu chiamato Guangli (广利). Già all'epoca rappresentava una meraviglia architettonica che si presentava ai viaggiatori provenienti dal Sud, appena prima del loro arrivo alla sede dell'imperatore.
Verso la fine del XIII secolo (tra il 1274 e il 1291) Marco Polo ebbe modo di visitare il ponte (è probabile che, come inviato del Gran Khan, avesse avuto modo di attraversarlo molte volte), e ne Il Milione lo descrisse:
(Marco Polo, Il Milione)

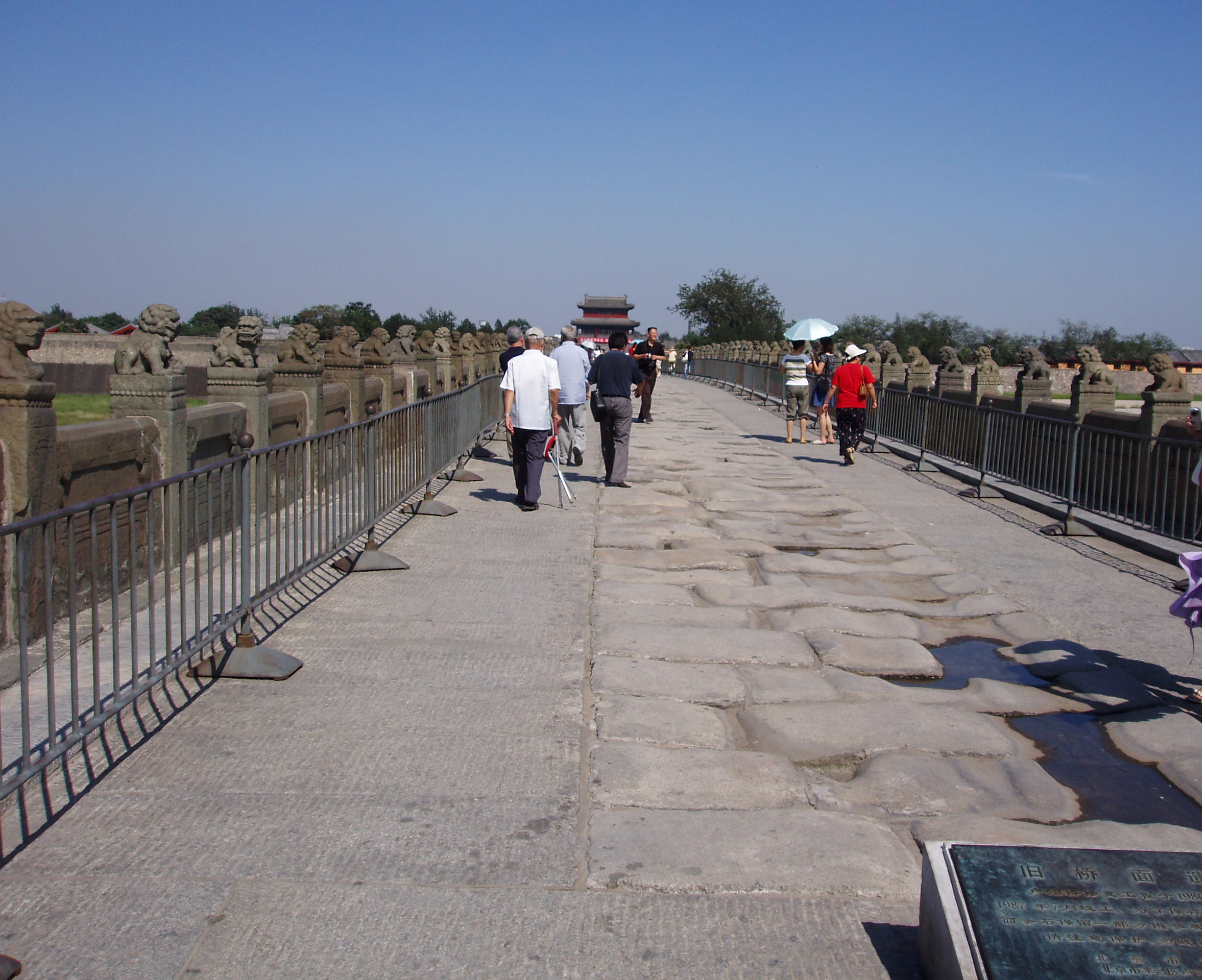
Pavimentazione del ponte

Il ponte fu ricostruito dopo un’inondazione nel 1698 su ordine dell'imperatore Kangxi della dinastia Qing, nella sua forma odierna a 11 arcate.
Quando i primi europei visitarono Pechino, ebbero modo di identificare il ponte come quello descritto nel Milione, fonte di primaria importanza sulla Cina fino al XVII sec., e il nome Ponte di Marco Polo entrò in uso comune tra gli occidentali.
Il ponte è altresì tristemente famoso per un episodio avvenuto nella notte tra il 7 e l'8 giugno 1937, comunemente denominato Incidente del ponte di Marco Polo, che diede inizio alla seconda guerra sino-giapponese (1937-1945).
Nel 1961 il ponte venne classificato come bene culturale sotto tutela nazionale. Nel 1985 la Municipalità di Pechino lo chiuse al traffico motorizzato, e nel 1987 sostituì la copertura d'asfalto con lastre di pietra più simili alla costruzione originale.

## Architettura
Il resoconto di Marco Polo è l'unico documento che ci rimane circa la forma originale del ponte Guangli, ed è difficile stimare se il ponte avesse davvero 24 archi invece degli 11 attuali, o se si sia trattato di un errore di trascrizione.
Il ponte, nella sua forma attuale che data dal 1698, è lungo 266,5 m e largo 9,3 m. È sorretto da 11 archi (quello centrale maggiore dei 10 laterali) e 10 pilastri. Ogni pilastro è protetto da cunei frangionde in ferro (chiamati “spade tagliadraghi”, poiché anticamente i draghi venivano considerati all'origine delle inondazioni), che riducono la pressione della corrente sulla struttura, che per il resto è costruita interamente in granito. Il letto del fiume è qui costituito da ciottoli e sabbia, e le fondamenta del ponte vennero costruite con lastre di pietra unite tra loro verticalmente con barre di ferro.

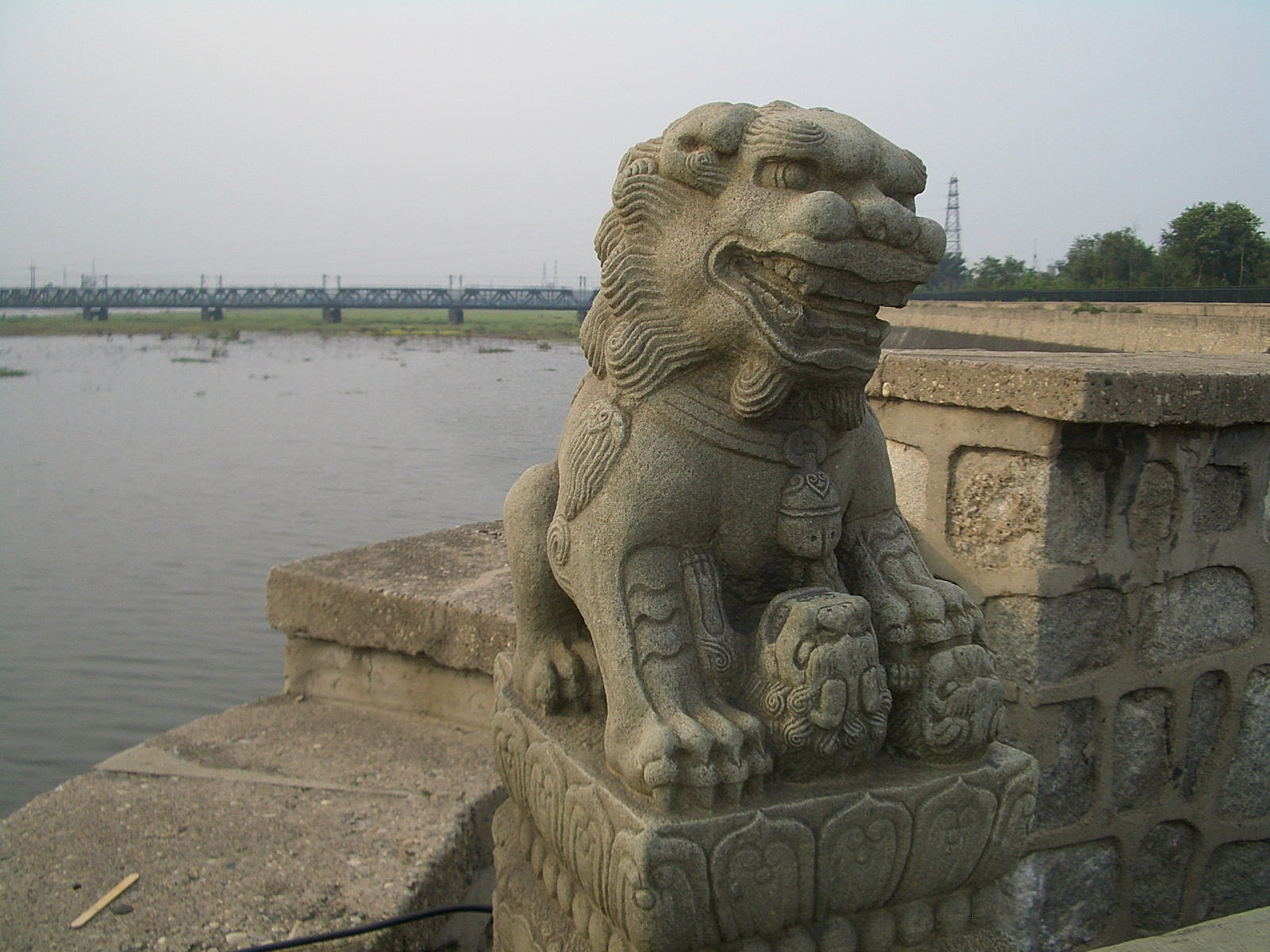
Leone di pietra con cucciolo

Il ponte non è solo una meraviglia tecnica ma anche artistica, e la sua caratteristica distintiva sono i leoni decorativi che ornano i pilastri e la balaustra. La maggior parte di questi leoni data dalle dinastie Qing (1644-1911) e Ming (1368-1644), sebbene alcune siano originali delle dinastie Yuan (1271-1368) e Jin (1115-1234). Ogni leone è diverso dagli altri, e raffigurato in posizioni non tradizionali, spesso con uno o due cuccioli che si arrampicano sulla schiena o si nascondono tra le gambe. Uno degli aspetti più affascinanti è che il numero di tali leoni non sia mai stato determinato con certezza, poiché diversi conteggi hanno dato risultati discordanti, tra i 482 e i 496 leoni. Resoconti dell'antichità parlano invece di 627 leoni.
Ai entrambi i lati del ponte vi sono quattro colonne ornamentali alte 4,65 m, sormontate da una nube e un leone, e una stele di marmo sorretta da un bixi (赑屃), un animale mitologico simile a una tartaruga. La stele occidentale testimonia la ricostruzione del ponte eseguita dall'imperatore Kangxi, mentre quella orientale esibisce, nella calligrafia dell'imperatore Qianlong, i caratteri “卢沟晓月”, “Luna Mattutina al Ponte del Fosso Nero”: tale vista era considerata una delle “Otto Viste di Pechino” che gli ufficiali in visita alla capitale erano invitati ad ammirare.

## Ubicazione
Il Ponte di Marco Polo si trova sul fiume Yongding, un tributario del fiume Hai (sebbene, in epoca recente, le acque dello Yongding siano state deviate cosicché per la maggior parte dell'anno, e specialmente in inverno, non c'è acqua sotto il ponte). Il ponte, a circa 20 km dal centro, ricade nella competenza del Distretto di Fengtai.
Sul lato orientale del ponte si trova la cittadina fortificata di Wanping, un tempo fiorente stazione mercantile e roccaforte strategica a difesa della capitale. La città è attualmente oggetto di ricostruzione storica e ospita un Museo della Resistenza (中国人民抗日战争纪念馆).